# Sankt Olufs Kirke
Skt. Olufs Kirke var en tidligere kirke i Aarhus, som lå på hjørnet af Sankt Olufs Gade og Skolebakken. Stedet fungerer i dag som grønt område. Kirken er opkaldt efter Skt. Oluf. 

## Skt. Olufs Kirke
Skt. Olufs Kirke nævnes første gang i skriftlige kilder i et gavebrev fra 1203. Også efter reformationen har kirken fungeret som sognekirke, indtil den efter sigende, på fastelavnssøndag 1548, styrtede sammen lige før præsten trådte ind i den. Efter denne hændelse brugte man stadig kirkegården. Der blev i 1637 bygget et kapel på kirkegården og den fungerede som kirkegård frem til 1813, hvor den sidste begravelse fandt sted. 
Skt. Olufs Kirke havde sit eget sogn og menighed. Efter kirken styrtede sammen begyndte menigheden at benytte Aarhus Domkirke og i 1636 blev sognet indlemmet i domsognet. 
I 1947-48 lykkedes det Nationalmuseet ved arkæologiske udgravninger at frilægge en gammel middelalderkirke inden for Skt. Olufs Kirkegård. Med udgangspunkt i disse udgravninger kunne man tilnærmelsesvis rekonstruere den gamle kirke. Man fremdrog således rester af frådstenskvadre, der sandsynliggjorde, at kirken måtte være oprettet ganske tidligt i middelalderen, muligvis allerede omkring år 1100.

## Skt. Niels' mindekors
Skt. Olufs Kirkegård er fejlagtigt blevet opfattet som Skt. Niels' gravsted. Forvirringen har måske skyldtes, at Skt. Olufs Kirke er blevet forvekslet med trækapellet, hvor Niels ønskede at blive begravet – eller et trækors på kirkegården er blevet forvekslet med det trækors, der ifølge legenden blev rejst, hvor man havde hvilet under transporten af Niels' kiste fra Skt. Nicolai domkirke til trækapellet i midtbyen. 
I midten af 1700-tallet var forbindelsen mellem det eksisterende trækors og Niels imidlertid knyttet, og i 1755 erstattes trækorset af et muret mindesmærke med et forgyldt kors. En stenplade forkynder, at mindesmærket er rejst for den hellige Niels, "optaget i helgenernes tal". Et nyt monument erstatter mindesmærket i 1797, og det nuværende granitkors sættes op i 1847. Begge gentager misforståelsen om Niels' kanonisering.